# Programmations de Rock Werchter des années 2020
Pour des articles plus généraux, voir Rock Werchter et Programmations de Rock Werchter.
Cet article présente les programmations des années 2020 du festival belge de musique Rock Werchter.

## Années 2020

### 2020 - 2021
Les éditions 2020 et 2021 sont annulées en raison de la pandémie de covid-19.

### 2022
L'édition a lieu du 30 juin au 3 juillet.
| Main Stage          | The Barn         | KluB C               | The Slope         |
| ------------------- | ---------------- | -------------------- | ----------------- |
| Pearl Jam           | The Kid Laroi    | Lianne La Havas      | White Reaper (en) |
| The War on Drugs    | Beck             | Black Pumas          | Glints            |
| Pixies              | First Aid Kit    | RY X                 | Reignwolf         |
| Rag'n'Bone Man      | Carly Rae Jepsen | Cigarettes After Sex | Yumi Zouma (en)   |
| Haim                | Airbourne        | Altın Gün            | Owenn (it)        |
| Fontaines D.C.      | The Dead South   | Lady Blackbird (en)  | Ila               |
| Gang Of Youths (en) | The Dead South   | Lady Blackbird (en)  | Ila               |

| Main Stage      | The Barn      | KluB C              | The Slope               |
| --------------- | ------------- | ------------------- | ----------------------- |
| Metallica       | Moderat       | Lous and the Yakuza | The Chats               |
| Greta Van Fleet | Alt-J         | Girl In Red         | The Last Internationale |
| Lewis Capaldi   | Sam Fender    | Parcels             | The Regrettes (en)      |
| Bazart          | Inhaler       | JC Stewart          | Waterparks (en)         |
| Idles           | Turnstile     | Sons                | Tin Fingers             |
| Miles Kane      | Stikstof (nl) | Sans Soucis         | Molybaron               |
| Rhea            | Stikstof (nl) | Sans Soucis         | Molybaron               |

| Main Stage          | The Barn             | KluB C          | The Slope        |
| ------------------- | -------------------- | --------------- | ---------------- |
| Imagine Dragons     | Jamie XX             | Bicep Live      | Grandson         |
| Twenty One Pilots   | Jorja Smith          | Leon Bridges    | Kennyhoopla (en) |
| Anne-Marie          | LP                   | Clairo          | Poorstacy        |
| Yungblud            | Phoebe Bridgers      | Alec Benjamin   | The Faim         |
| Måneskin            | Sabrina Claudio (en) | Yong Yello (nl) | Dea Matrona      |
| Nothing But Thieves | Marcus King          | Pitou           | Dea Matrona      |
| Goldband            | Marcus King          | Pitou           | Dea Matrona      |

| Main Stage            | The Barn         | KluB C                | The Slope               |
| --------------------- | ---------------- | --------------------- | ----------------------- |
| Red Hot Chili Peppers | Polo G           | Meute                 | Jehnny Beth             |
| The Killers           | Disclosure       | Lost Frequencies Live | Snail Mail              |
| Royal Blood           | Michael Kiwanuka | Jimmy Eat World       | The Record Company (en) |
| Balthazar             | Kacey Musgraves  | Modest Mouse          | Dry Cleaning            |
| Keane                 | Big Thief        | Emma Bale             | Bartees Strange         |
| Sum 41                | Fever 333        | High Hi               | Peach Tree Rascals      |
| Joost                 | Fever 333        | High Hi               | Peach Tree Rascals      |

### 2023
L'édition a lieu du 29 juin au 2 juillet.

#### Jeudi 29 juin
Stromae, Stormzy, Sam Fender, The 1975, Zwangere Guy, Compact Disk Dummies, Iggy Pop, Nathaniel Rateliff & The Night Sweats, Warhaus, King Princess, Anna Calvi, Weyes Blood, Röyksopp, Aurora, Raye, Ashnikko, Gayle, Holly Humberstone, Picture This (en), The Snuts (en), The Reytons, Lil Lotus, Body Type (en), The Mary Wallopers (en)

#### Vendredi 30 juin
Red Hot Chili Peppers, Liam Gallagher, The Black Keys, Kasabian, Black Box Revelation, The Interrupters, The Haunted Youth (nl), Editors, Ben Howard, Tamino, Bear's Den, Spoon, Cavetown, Wardruna, Fever Ray, Slowthai, The Hu, Viagra Boys, Squid, Sons (sl), Pup, CMAT, Hot Milk, Kelsy Karter & The Heroines, Hideous

#### Samedi 01 juillet
Muse, Oscar and the Wolf, Machine Gun Kelly, Paolo Nutini, Interpol, The Opposites, Xink, Fred Again, Xavier Rudd, Sigur Rós, Black Wave, City and Colour, Vintage Trouble, Dean Lewis, Adekunle Gold, Dope Lemon, Sofi Tukker, Mimi Webb (en), Danielle Ponder (en), The Murder Capital, Touché Amoré, Just Mustard (en), Stone, Dead Poet Society, Mayorga

#### Dimanche 02 juillet
Arctic Monkeys, Queens of the Stone Age, Lil Nas X, The Lumineers, Dermot Kennedy, Inhaler, The Driver Era, Rosalía, Christine and the Queens, Puscifer, Gabriels, Amenra, The Teskey Brothers (en), Rüfüs Du Sol, Jacob Collier, J.I.D, Portland, Merol, Pip Millett (en), Lovejoy, Billy Nomates, Baby Queen, Nova Twins, Destroy Boys (en), Ethan Bortnick (en)

### 2024
L'édition 2024 est prévue du 4 au 7 juillet.

#### Jeudi 4 juillet
| Main Stage       | The Barn            | KluB C                                | The Slope               |
| ---------------- | ------------------- | ------------------------------------- | ----------------------- |
| Lenny Kravitz    | The Gaslight Anthem | The Streets                           | The Clockworks          |
| Greta Van Fleet  | Stone               | Nathaniel Rateliff & The Night Sweats | Skindred                |
| Dropkick Murphys | Jane's Addiction    | Slowdive                              | Dehd                    |
| Parkway Drive    | PJ Harvey           | Johnny Marr                           | Alice Merton            |
| The Hives        | Black Pumas         | Bombay Bicycle Club                   | Kingfishr               |
|                  | Meute               | The Cat Empire                        | The Southern River Band |
|                  | Eefje de Visser     |                                       |                         |
|                  | Jalen NGonda        |                                       |                         |

#### Vendredi 5 juillet
| Main Stage                      | The Barn       | KluB C         | The Slope           |
| ------------------------------- | -------------- | -------------- | ------------------- |
| Måneskin                        | Snow Patrol    | James Arthur   | Against The Current |
| Sum 41                          | dEUS           | Tom Morello    | Neck Deep           |
| Yungblud                        | Bad Omens      | Archive        | The Armed           |
| Tom Odell                       | Gary Clark Jr. | Glints         | Hot Mulligan        |
| Simple Plan                     | Sleaford Mods  | Declan McKenna | The Rumjacks        |
| The Beaches                     | Loverman       | Kneecap        | Sprints             |
| Frank Carter & The Rattlesnakes |                |                |                     |

#### Samedi 6 juillet
| Main Stage          | The Barn              | KluB C              | The Slope                 |
| ------------------- | --------------------- | ------------------- | ------------------------- |
| Dua Lipa            | Róisín Murphy         | Benjamin Clementine | Prins S. En De Geit       |
| Khruangbin          | The Blaze             | Marc Rebillet       | Palaye Royale             |
| Avril Lavigne       | Janelle Monáe         | Arlo Parks          | Bob Vylan                 |
| Nothing But Thieves | Jessie Ware           | Clan Ducrot         | Psychedelic Porn Crumpets |
| The Kooks           | The Last Dinner Party | J. Bernardt         | Deadletter                |
| Brihang             | No Guidnce            | Noname              | Peuk                      |
| Equal Idiots        |                       |                     |                           |

#### Dimanche 7 juillet
| Main Stage   | The Barn         | KluB C               | The Slope    |
| ------------ | ---------------- | -------------------- | ------------ |
| Foo Fighters | Jungle           | Parcels              | High Vis     |
| Royal Blood  | Michael Kiwanuka | Zara Larsson         | The Snuts    |
| Pretenders   | Sampha           | Loyle Carner         | Soccer Mommy |
| Idles        | Froukje          | Lauren Spencer Smith | Scowl        |
| The Breeders | Whispering Sons  | Lawrence             | Hotwax       |
| Brutus       | Isaac Roux       | Matt Maltese         | Ise          |
| Bluai        |                  |                      |              |